# 자동 리볼버

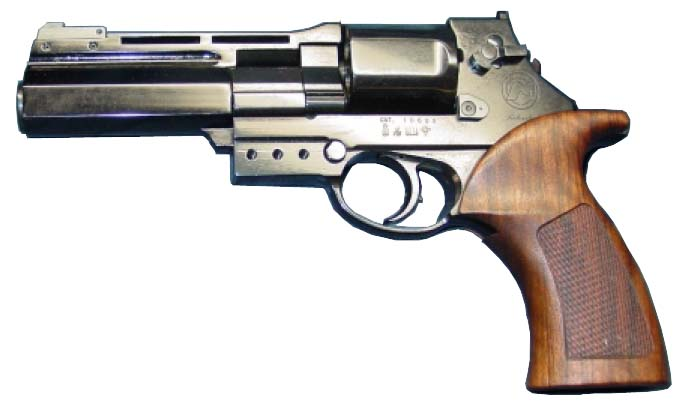
마테바 오토리볼버

자동 리볼버 (더 정확히는, 반자동 리볼버)는 수동 장전 대신 공이치기를 당기고 실린더를 회전시키기 위해 발사 에너지를 쓰는 리볼버이다. 완벽한 반자동 리볼버의 사례는 드물고, 이 용어는 열린 상태로 쓴 탄약통을 배출하는 자동 장치가 있는 중절식 리볼버에 더 자주 쓰인다.

## 역사
자동 리볼버는 1841년에 특허 대리인인 모세 풀에게 전달되었다. 이 무기의 발명인은 누구인지 알 수 없다. 다른 자동 리볼버는 1854년 미국인 메르손과 홀링스워스에 의해 영국 특허 대리인인 윌리엄 에드워드 뉴턴에게 전달되었다. 이 두 무기는 자동 작업을 수행하는 데 쓰이는 시계 장치를 썼다. 웨블리-포스베리 자동 리볼버는 1895년에 설계되었으며 최초의 상업용이자 가장 잘 알려진 자동 리볼버가 되었다.

## 서술
표준 리볼버는 수동으로 작동되는 무기로, 공이치기를 당겨 싱글 액션으로 실린더를 전진 시키거나 방아쇠를 당겨 실린더를 전진 시키고 더블 액션으로 공이치기를 격발 시키는 방식을 쓴다. 자동 리볼버의 발상은 단일 동작의 더 가벼운 방아쇠 당김을 유지하면서 격발 사이에 공이치기를 수동으로 당기지 않아도 되게 두 동작을 자동화하는 것이다.
이것은 프레임 상부에 왕복 슬라이드를 써서 이루어지며, 그 움직임은 반자동 권총 디자인의 대다수에서 쓰이는 것과 거의 같은 방식으로 실린더를 회전시키고 공이치기를 당기는 데 쓰인다.

### 예
- 노르웨이 랜드스태드 리볼버는 1900년에 설계되고 소개되었다. 이례적인 디자인은 두 개의 챔버가 있는 편평한 실린더를 특징으로 한다. 이 챔버에는 왼쪽 그립 플레이트로도 작동하는 옆쪽에 삽입된 탄창에서 바닥 챔버가 실린다. 발사하는 동안 리볼버의 왕복 볼트는 발사 후 상단 챔버에서 라운드를 추출하여 꺼내고 하단 챔버에 라운드를 넣은 다음 실린더를 회전 시킨다. 그러면 리볼버는 다시 발사 준비가 된다. 그것은 당시 벨기에 나강 M1895 리볼버의 노르웨이판과 스웨덴판 모두에서 쓰인 7.5mm 나강 카트리지용으로 제작되었다.[3]
- 웨블리-포스베리 자동 리볼버는 1901년에 처음 소개된 상업용 예이다. 반동식으로 작동했으며 실린더와 배럴이 뒤로 젖혀 져서 공이치기를 당기고 실린더를 돌렸다. 다음 챔버로 나아가기 위해 실린더 외부에서 캠 홈이 가동된다는 점—실린더가 뒤로 움직일 때 반 바퀴, 앞으로 움직일 때 반 바퀴—에서 특이했다. 38구경판은 8발, .455구경판은 6발이다. 총 4,750개의 총이 만들어졌다.[4]
- 유니온 자동 리볼버는 프랑스 출원이다. 약 65가지 견본이 만들어졌다.[5]
- 줄라이카 자동 리볼버 M. Zulaica y Cia., 에이바르, 스페인. 1900년대 초 벨로-도그형 포켓 리볼버를 생산하기 시작했다. 1906년 줄라이카는 .22LR의 자동 리볼버 디자인에 대한 특허를 얻었지만 제조된 제품은 거의 없었다. 줄라이카는 1915년과 1916년 프랑스군 계약에 따라 '에이바르'형의 자동 권총을 생산하기 시작했으며 1920년대까지 상업적으로 시장에 출시했다.[6]
- 1997년 마테바 사는 반동식 자동 리볼버인 마테바 유니카 오토리볼버를 개발했다. 이 리볼버는 반동 에너지를 써서 모델에 따라 6개 또는 7개의 카트리지가 있는 리볼버 실린더를 자동으로 회전 시킨다. 이 회사는 더 긴 배럴과 소총 같은 변형을 포함하여 "자동 리볼버"의 여러 버전을 만들었으며 대개 .357 매그넘 탄약에 적합했지만 .44 매그넘과 .454 커술 같은 더 큰 구경에서도 쓸 수 있다.[7]

## 같이 보기
- 리볼버 캐넌